# Fratelli Melita Editori
I Fratelli Melita Editori comunemente conosciuti con il marchio FME, sono stati i propulsori in Italia del "remainder" e della vendita di "libri nuovi a metà prezzo". Il gruppo editoriale aveva sede alla Spezia.

## Storia
Sul finire degli anni settanta i fratelli Gianni e Leonardo Melita intraprendono un innovativo sistema di commercio librario: i volumi invenduti e destinati al macero dalle varie case editrici saranno acquistati dai fratelli Melita per essere rimessi sul mercato a prezzi molto vantaggiosi. Nasce così, anche in Italia, il settore dei remainder che vedrà in pochi anni il proliferare di librerie esclusivamente dedicate al "fuori catalogo".
In seguito la FME è promotrice di un'altra novità nel settore editoriale, la pubblicazione e di conseguenza vendita di "libri nuovi a metà prezzo".
Negli  anni '80 la FME acquisisce altre case editrici e si trasforma in un gruppo editoriale. L'espansione porterà la casa editrice di La Spezia ad aprire anche una catena di 18 librerie ma improvvisamente verranno cedute nel 1994 al colosso francese Maxi Livres (liquidato nel 2006).
Nel 1995 i Fratelli Melita Editori chiudono.

## Marchi di proprietà fino al 1995
- FME (Fratelli Melita Editori)
- Club del Libro
- Solaria
- Edizioni Panda
- Gherardo Casini Editore
- Euroflash (Figurine)

## Pubblicazioni correlate
Con il marchio FME sono stati pubblicati migliaia di volumi, alcuni esempi:
- William Walker Atkinson, ristampa di tutte le opere di psicologia e teosofia dell'autore fino al 1995
- Kenneth Macksey, Carri armati. Gli scontri decisivi, 1991, ISBN 88-403-7054-4
- Karl Schenkl, Federico Brunetti, Dizionario Greco-Italiano/Italiano-Greco, 1990, ISBN 88-403-6693-8
- James Fenimore Cooper, L'ultimo dei mohicani, 1987
- Laura Marengo, Impero addio, 1988
- Alfred Price, I bombardieri nella seconda guerra mondiale, 1992
- Stephen Turnbull, I guerrieri samurai, 1991
- Michael Simkins, I guerrieri romani, 1991
- Massimo Infante, La guerra nei cieli, 1973
- AA. VV., Guarire con le erbe, 1992
- Carl-Alexander Von Volborth, Usi, regole e stili in araldica, 1992

| Controllo di autorità | VIAF (EN) 313291176 · LCCN (EN) no2014163661 |